# Mokomokonui (rivière)

La rivière Mokomokonui  (en =anglais : Mokomokonui River) est un cours d’eau du Nord de la région de Hawke's Bay de l’Île du Nord de la Nouvelle-Zélande .

## Géographie
Elle s’écoule généralement vers le sud-ouest à partir de plusieurs torrents situés au sud-ouest du Lac Waikaremoana, et se déverse dans la rivière Waipunga tout près du mont Tarawera et sur le trajet de la route nationale 5 (en).